# Fouvent-Saint-Andoche
Fouvent-Saint-Andoche ist eine Gemeinde im französischen Département Haute-Saône in der Region Bourgogne-Franche-Comté.

## Geographie
Fouvent-Saint-Andoche liegt auf einer Höhe von 245 m über dem Meeresspiegel, zwölf Kilometer ostnordöstlich von Champlitte und etwa 53 Kilometer nordwestlich der Stadt Besançon (Luftlinie). Die Gemeinde erstreckt sich im Westen des Départements, in der gewellten Landschaft nordwestlich des Saônetals, am Südfuß des Mont Champot, im Bereich der Talniederung des Vannon.
Die Fläche des 34,70 km² großen Gemeindegebiets umfasst einen Abschnitt im Bereich des Plateaus nördlich des Saônetals. Von Nordwesten nach Südosten wird das Gebiet von der Talniederung des Vannon durchquert, der für die Entwässerung zur Saône sorgt. Der nordwestlichste Teil des Vannon-Tals zeigt allerdings kein oberirdisches Fließgewässer, da der Fluss erst unterhalb von Argillières in mehreren Quellen zutage tritt. Die Talaue, durch die der Vannon mäandriert, liegt durchschnittlich auf 220 m und weist eine Breite von maximal einem Kilometer auf.
Flankiert wird das Tal auf beiden Seiten von relativ steilen Hängen. Diese leiten nach Südwesten zum Plateau von Fouvent über, das eine durchschnittliche Höhe von 250 m erreicht. Auf dem Plateau herrscht landwirtschaftliche Nutzung vor, doch gibt es auch einige größere Waldflächen. Nach Westen erstreckt sich das Gemeindeareal bis auf den Mont Aubert mit dem Bois de l'Hospice. Mit 368 m wird hier die höchste Erhebung von Fouvent-Saint-Andoche erreicht.
Östlich des Vannon-Tals ist die Landschaft stärker reliefiert. Hier erheben sich die Hügel des Mont Champot (335 m) und des ausgedehnten Bois de Fouvent. Auch die Senke von Les Essarts östlich dieses Waldgebietes gehört zur Gemeinde. Die nördliche Abgrenzung bildet die Höhe von Farincourt (340 m). In geologischer Hinsicht besteht das Gebiet aus einer Wechsellagerung von kalkigen und sandig-mergeligen Sedimenten der mittleren Jurazeit. Auf dem Plateau im Süden treten Schichten der oberen Jurazeit zutage, während das Vannon-Tal mit Alluvionen gefüllt ist.
Die Gemeinde besteht aus folgenden Ortsteilen:
- Fouvent-le-Haut (243 m) auf der Anhöhe am Rand des Plateaus westlich des Vannon-Tals
- Fouvent-le-Bas (220 m) im Tal des Vannon am Südfuß des Mont Champot
- Trécourt (214 m) im Tal des Vannon
- Saint-Andoche (234 m) an leicht erhöhter Lage am nordöstlichen Talhang des Vannon
- Les Essarts (270 m) in einem Talkessel zwischen den Höhen von Bois de Fouvent und Bois des Essarts

Nachbargemeinden von Fouvent-Saint-Andoche sind Gilley, Valleroy, Farincourt und Bourguignon-lès-Morey im Norden, La Roche-Morey und Francourt im Osten, Roche-et-Raucourt, Dampierre-sur-Salon und Delain im Süden sowie Larret, Pierrecourt und Argillières im Westen.

## Geschichte
Das Gemeindegebiet von Fouvent war schon sehr früh besiedelt. Von der Megalithkultur zeugt die Pierre Percée im Bois de Fouvent. Auf dem Mont Champot befand sich ein gallorömischer Siedlungsplatz. Aus dieser Zeit sind Funde von Münzen und Keramikfragmenten bekannt. Auch ein Gräberfeld aus der Merowingerzeit wurde entdeckt.
Fouvent wird als im Jahr 1019 Fonvenz, später als Fonvanne erwähnt. Der Ortsname leitet sich von Fons Vennae ab und bedeutet so viel wie Quelle des Vannon. Im Mittelalter gehörte Fouvent zur Freigrafschaft Burgund und darin zum Gebiet des Bailliage d’Amont. Mittelpunkt der Siedlungen bildete das Château de Fouvent, eine Burg, die bereits im 10. Jahrhundert existierte. Die Herrschaft Fouvent gehörte zu den mächtigen innerhalb Burgunds und reichte über rund 60 Dörfer. Sie war seit 1203 in der Hand der Familie Vergy. Um 1470 wurde die Burg verstärkt, doch bereits 1472 von Truppen des französischen Königs Ludwig XI. eingenommen. Auch 1569, während des Überfalls durch die Truppen des Herzogs von Zweibrücken, wurde das Schloss teilweise zerstört. Während des Dreißigjährigen Krieges wurden die Ortschaften 1636 schwer in Mitleidenschaft gezogen. Das Schloss wurde von französischen Truppen völlig zerstört. In der Ortschaft Trécourt befanden sich seit dem Mittelalter ein Hochofen und ein Schmiedewerk, das seinen Betrieb im 19. Jahrhundert einstellte.
Bis 1790 gehörte Fouvent zur Champagne. Im Jahr 1800 wurde Trécourt nach Fouvent-le-Haut eingemeindet. 1973 kam es zur Fusion der vorher selbständigen Gemeinde Fouvent-le-Haut (1968: 120 Einwohner), Fouvent-le-Bas (1968: 171 Einwohner) und Saint-Andoche (1968: 83 Einwohner). Heute ist Fouvent-Saint-Andoche Mitglied des 42 Ortschaften umfassenden Gemeindeverbandes Communauté de communes des Quatre Rivières.

## Sehenswürdigkeiten

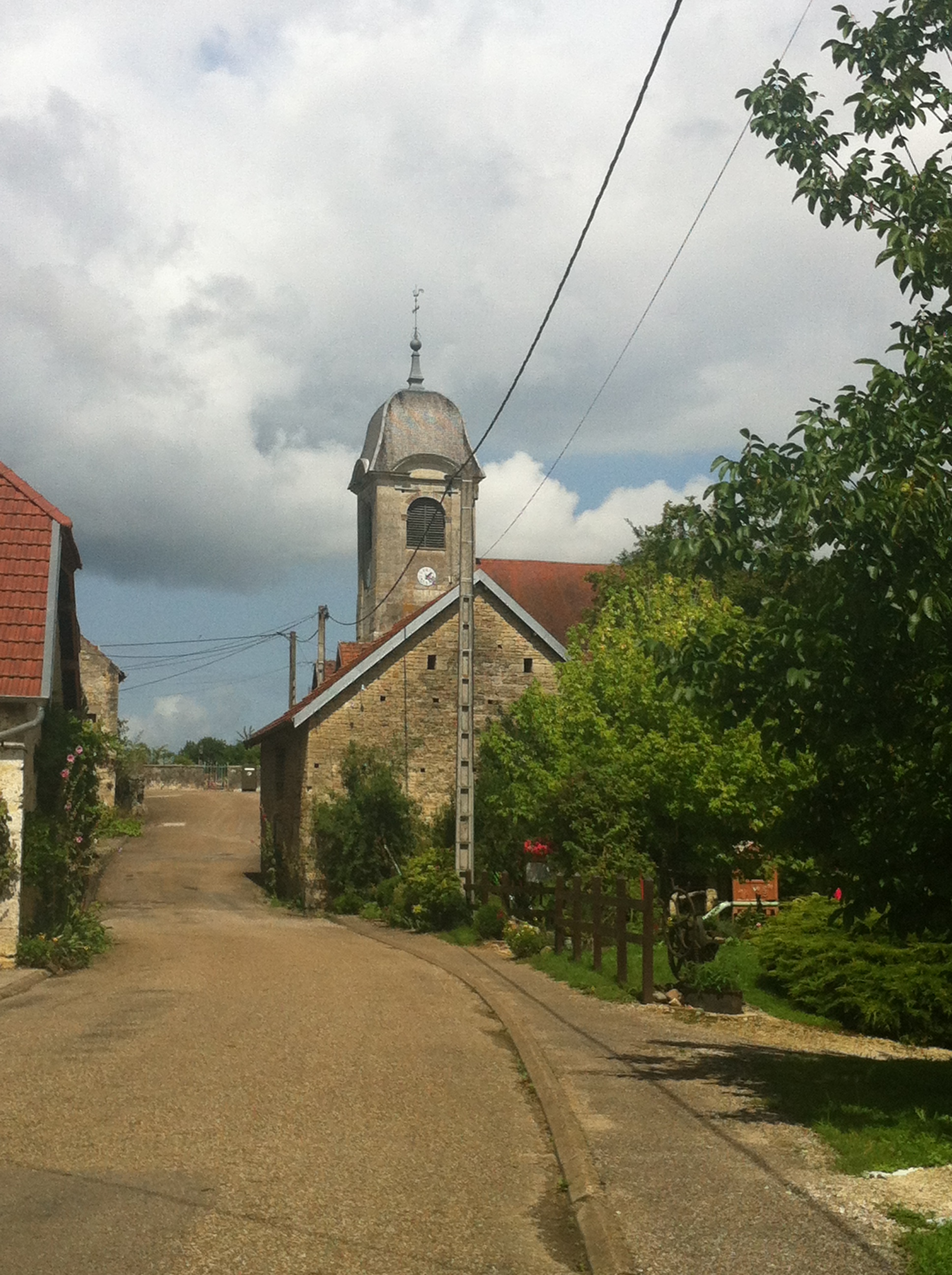
Notre-Dame de l’Assomption

Die Kirche von Fouvent-le-Bas wurde 1851 im klassizistischen Stil an der Stelle eines früheren Gotteshauses errichtet. In Fouvent-le-Haut steht die Kirche Notre-Dame de l’Assomption, die um 1750 erbaut wurde. Sie besitzt eine bemerkenswerte Ausstattung, insbesondere den Hochaltar aus reich skulptiertem, bemaltem und teils vergoldetem Holz, der als Monument historique klassiert ist. Eine weitere Kirche (um 1780) befindet sich in Saint-Andoche mit einer Grabplatte aus dem 15. Jahrhundert.
Zu den weiteren Sehenswürdigkeiten zählen verschiedene Häuser im traditionellen Stil der Haute-Saône, darunter ein gotisches Haus in Fouvent-le-Haut, die Statue Sainte-Agathe in Fouvent-le-Bas, zwei Steinbrücken über den Vannon aus dem 17. und 18. Jahrhundert, das Château de la Colombière und eine Kapelle auf freiem Feld bei Trécourt.

## Bevölkerung
| Jahr                       | 1962 | 1968 | 1975 | 1982 | 1990 | 1999 | 2006 |
| Einwohner                  | 378  | 374  | 335  | 339  | 259  | 258  | 246  |
| Quellen: Cassini und INSEE |      |      |      |      |      |      |      |

Mit 244 Einwohnern (2007) gehört Fouvent-Saint-Andoche zu den kleinen Gemeinden des Département Haute-Saône. Während des gesamten 20. Jahrhunderts nahm die Einwohnerzahl kontinuierlich ab (1881 wurden auf dem heutigen Gemeindegebiet noch 852 Personen gezählt).

## Wirtschaft und Infrastruktur
Fouvent-Saint-Andoche war lange Zeit ein vorwiegend durch die Landwirtschaft (Ackerbau, Obstbau und Viehzucht) und die Forstwirtschaft geprägtes Dorf. Die Wasserkraft des Vannon wurde für den Betrieb von Mühlen genutzt, und in Trécourt bestand bis 1860 ein Hochofen. Heute gibt es einige Betriebe des lokalen Kleingewerbes, vor allem in den Branchen Holzverarbeitung und Baugewerbe. In den letzten Jahrzehnten hat sich das Dorf zu einer Wohngemeinde gewandelt. Viele Erwerbstätige sind deshalb Wegpendler, die in den größeren Ortschaften der Umgebung ihrer Arbeit nachgehen.
Die Ortschaft liegt abseits der größeren Durchgangsachsen nahe einer Departementsstraße, die von Vaite nach Pressigny führt. Weitere Straßenverbindungen bestehen mit Larret, Argillières, Farincourt, Pisseloup und Raucourt.